# Vvedénskoie
Vvedénskoie (en rus: Введенское) és un poble de l'óblast de Kurgan, a Rússia, que en el cens del 2010 tenia 4.537 habitants. Pertany al districte de Ketovo.